# Vinabayesius
Genre
Vinabayesius est un genre de schizomides de la famille des Hubbardiidae.

## Distribution
Les espèces de ce genre sont endémiques de Cuba.

## Liste des espèces
Selon Teruel et Rodríguez-Cabrera :
- Vinabayesius arenicola (Teruel, Armas & Rodríguez-Cabrera, 2012)
- Vinabayesius digitiger (Dumitresco, 1977)
- Vinabayesius naranjoi Teruel & Rodríguez-Cabrera, 2021

## Étymologie
Ce genre est nommé en l'honneur de Nicasio Viña Bayés.

## Publication originale
- Teruel & Rodríguez-Cabrera, 2021 : « Un nuevo género y una especie nuevos de Hubbardiinae Cook, 1899 (Schizomida: Hubbardiidae) de Cuba, con dos reubicaciones genéricas. » Revista Ibérica de Aracnología, no 39, p. 29-43.